# Mike Waters (chính khách)
Mike Waters (sinh ngày 30 tháng 6 năm 1967) là một chính khách Nam Phi và là Nghị sĩ Quốc hội của Liên minh Dân chủ (DA) đối lập, nơi ông từng là Phó Thủ lĩnh Whip của phe đối lập từ năm 2014-2019. Ông đã từng là Bộ trưởng Bóng tối Bộ Y tế   và là Bộ trưởng Bóng tối Bộ Phát triển Xã hội.

## Đầu đời
Waters đã theo học tại trường trung học Bedfordview trước khi nhận được bằng tốt nghiệp về nguồn nhân lực từ Technikon Witwatersrand. Ông gia nhập Đảng Dân chủ năm 1989, và trở thành chủ tịch của Thanh niên Quốc gia DP năm 1994.

## Sự nghiệp chính trị
Waters bắt đầu sự nghiệp chính trị chuyên nghiệp của mình trong hội đồng thị trấn Kempton Park, giành chiến thắng trong cuộc bầu cử phụ mang tính bước ngoặt chống lại Đảng Dân tộc năm 1997. Ông được bầu vào Quốc hội năm 1999 và sau đó được bổ nhiệm làm chủ tịch của DA về Lạm dụng Trẻ em. Năm 2004, ông trở thành chủ tịch Phát triển Xã hội. Ông kế nhiệm Gareth Morgan làm Bộ trưởng Bóng tối Bộ Y tế vào năm 2006, vị trí mà ông giữ cho đến năm 2012.